# Ciudad Blanca de Bakú
El complejo maestro de la Ciudad Blanca de Bakú (en idioma azerí:Bakı Ağ Şəhər), se refiere al desarrollo de una porción de la Ciudad Negra de Bakú (Azerbaiyán), un área de tierra de 221 hectáreas, conceptualizada para ser parte del plan estratégico 2021 para Bakú.

## Desarrollo
El proyecto ha sido diseñado por Atkins y Foster and Partners. Alrededor del 75 por ciento del proyecto serán unidades residenciales, creando una nueva comunidad de 19.700 hogares para unas 50.000 personas, así como unidades comerciales y de ocio que proporcionarán hasta 48.000 puestos de trabajo. El proyecto está previsto que se complete en 2020.

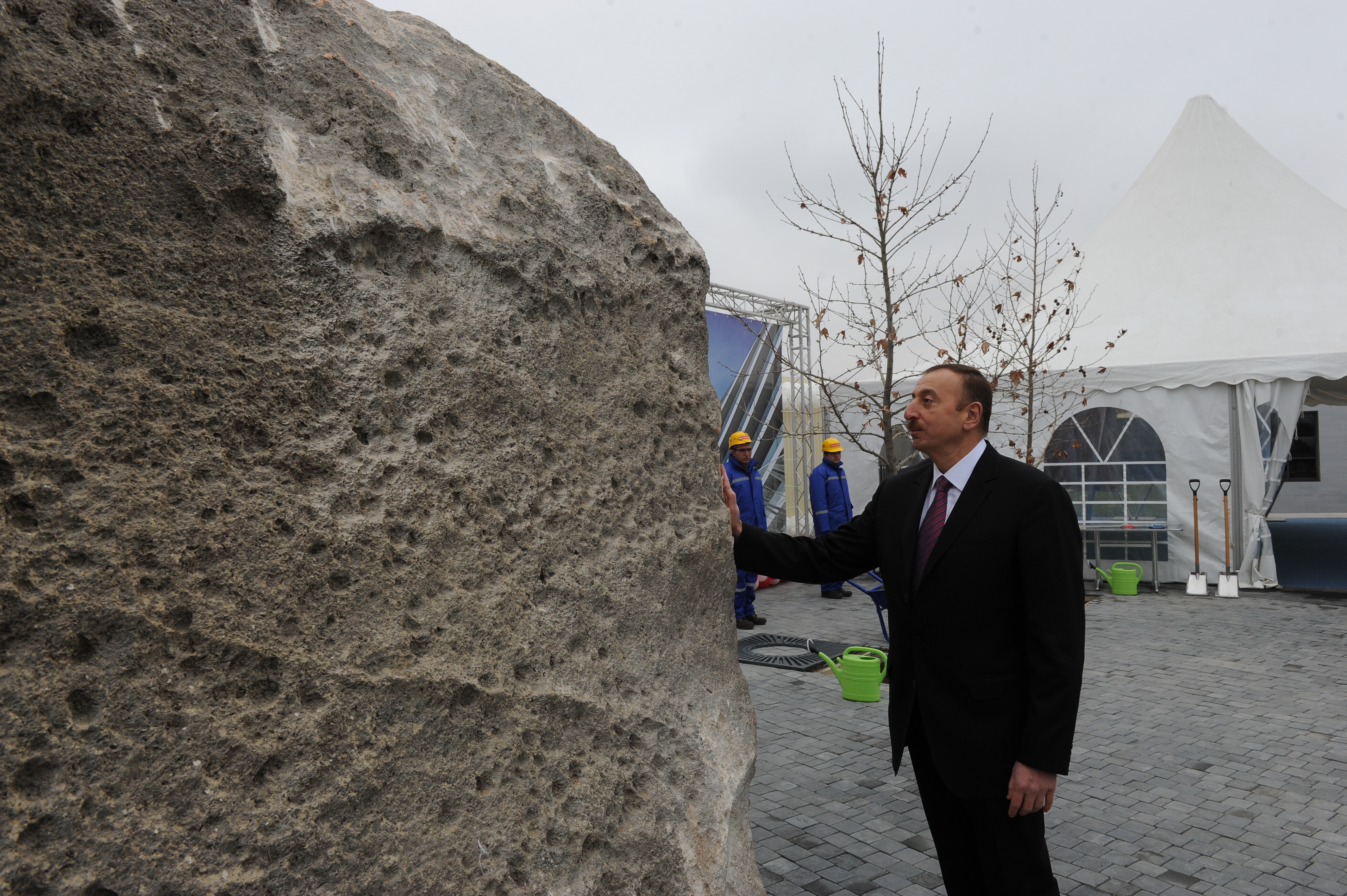
El presidente Ilham Aliyev en la inauguración de la Ciudad Blanca.

En 2014, el presidente Ilham Aliyev inauguró el Lycée français de Bakú, situado en la Ciudad Blanca. En 2015, la parte oriental del bulevar de Bakú, el paseo marítimo de la ciudad, se amplió dos kilómetros para cubrir la parte costera de Ciudad Blanca, que también se convirtió en el emplazamiento del recién construido Bulevard Hotel Bakú.

## Ceremonia de apertura
La ceremonia de apertura de la Ciudad Blanca de Bakú tuvo lugar el 24 de diciembre de 2011. El presidente Ilham Aliyev y su esposa Mehriban Aliyeva asistieron a la ceremonia de inauguración del proyecto de la Ciudad Blanca de Bakú. El 26 de diciembre de 2016, el Jefe de Estado y el vicepresidente observaron los primeros asentamientos del complejo residencial de Green Island. También colocaron la primera piedra del parque Fountains Square, un pasaje peatonal y un complejo de estacionamiento público.

## Baku White City Office Building
En 2015, el «Edificio de Oficinas de la Ciudad Blanca de Bakú» se convirtió en la primera propiedad en Azerbaiyán en recibir la certificación BREEAM en el estándar ecológico internacional con la calificación de «Bueno».